# Atletismo nos Jogos Asiáticos da Juventude de 2009
As competições de atletismo nos Jogos Asiáticos da Juventude de 2009 ocorreram entre 30 de junho e 3 de julho. Vinte e oito eventos foram disputados.

## Calendário
| Junho/Julho | 20 | 22 | 24 | 27 | 29 | 30 | 1 | 2 | 3  | 4 | 5 | 6 | 7 | Finais |
| ----------- | -- | -- | -- | -- | -- | -- | - | - | -- | - | - | - | - | ------ |
| Atletismo   |    |    |    |    |    | 6  | 3 | 9 | 10 |   |   |   |   | 28     |

## Quadro de medalhas
| Ordem | País            |    |    |    |    |
| 1     | China           | 9  | 2  | 1  | 12 |
| 2     | Japão           | 4  | 4  |    | 8  |
| 3     | Tailândia       | 4  | 3  | 1  | 8  |
| 4     | Índia           | 4  | 2  | 2  | 8  |
| 5     | Coreia do Sul   | 2  | 2  |    | 4  |
| 6     | Taipé Chinesa   | 1  | 2  | 2  | 5  |
| 7     | Irã             | 1  | 2  | 1  | 4  |
| 8     | Cazaquistão     | 1  | 1  | 3  | 5  |
| 9     | Coreia do Norte | 1  | 1  | 2  | 4  |
| 10    | Iémen           | 1  |    |    | 1  |
| 11    | Hong Kong       |    | 2  |    | 2  |
| 11    | Catar           |    | 2  |    | 2  |
| 11    | Vietname        |    | 2  |    | 2  |
| 14    | Arábia Saudita  |    | 1  | 2  | 3  |
| 14    | Sri Lanka       |    | 1  | 2  | 3  |
| 16    | Filipinas       |    | 1  |    | 1  |
| 17    | Singapura       |    |    | 4  | 4  |
| 18    | Uzbequistão     |    |    | 2  | 2  |
| 19    | Brunei          |    |    | 1  | 1  |
| 19    | Kuwait          |    |    | 1  | 1  |
| 19    | Myanmar         |    |    | 1  | 1  |
| 19    | Paquistão       |    |    | 1  | 1  |
| TOTAL | TOTAL           | 28 | 28 | 26 | 82 |

## Medalhistas

### Masculino
| Evento                         | Ouro                                  | Prata                              | Bronze                                |
| 100m (detalhes)                | JPN Japão Masaki Nashimoto            | THA Tailândia Kittisak Phiraksa    | SIN Singapura Shahrir Mohd Anuar      |
| 400m (detalhes)                | JPN Japão Masanori Oishi              | THA Tailândia Nitipol Thongpoon    | KSA Arábia Saudita Abdullah Abkar     |
| 800m (detalhes)                | IND Índia Ravi Kumar                  | IRI Irã Amir Biranvand             | SRI Sri Lanka Indunil Madushan Herath |
| 1500m (detalhes)               | YEM Iêmen Waleed Saleh Layah          | IND Índia Rahul Kumar              | IRI Irã Amir Biranvand                |
| 110m com barreiras (detalhes)  | CHN China Lu Jiateng                  | KSA Arábia Saudita Nader Al-Haydar | TPE Taipé Chinês Wu Han-Wei           |
| 400m com barreiras (detalhes)  | CHN China Chen Dong                   | IND Índia Selwyn Jebaraj Mervin    | KUW Kuwait Yousef Karam               |
| Revezamento 4x200m (detalhes)  | THA Tailândia                         | SRI Sri Lanka                      | BRN Bahrein                           |
| Salto em distância (detalhes)  | CHN China Huang Haibing               | HKG Hong Kong Pang Ying Kit        | KSA Arábia Saudita Mohammad Al-Hasan  |
| Salto triplo (detalhes)        | KAZ Cazaquistão Konstantin Kudryashov | CHN China Yan Tun                  | UZB Uzbequistão Ruslan Kurbanov       |
| Salto em altura (detalhes)     | CHN China Ren Wei                     | KOR Coreia do Sul Kim Yeon-Jae     | KAZ Cazaquistão Sergey Oleshko        |
| Salto com vara (detalhes)      | JPN Japão Sho Hibasa                  | TPE Taipé Chinês Chi Chien-Hao     | SIN Singapura Sean Lim                |
| Arremesso de disco (detalhes)  | IND Índia Arjun                       | JPN Japão Kenta Akiba              | KAZ Cazaquistão Yevgeniy Milovatskiy  |
| Arremesso de peso (detalhes)   | CHN China Li Jun                      | IRI Irã Mehdi Kargarnejad          | THA Tailândia Panyawut Bumroong       |
| Lançamento de dardo (detalhes) | IND Índia Rohit Kumar                 | TPE Taipé Chinês Cheng Chao-Tsun   | PAK Paquistão Raheem Khan             |

### Feminino
| Evento                         | Ouro                             | Prata                           | Bronze                              |
| 100m (detalhes)                | KOR Coreia do Sul Lee Sun-Ae     | JPN Japão Akane Kimura          | CHN China He Jiawen                 |
| 400m (detalhes)                | THA Tailândia Benjamas Yuadthong | KAZ Cazaquistão Elina Mikhina   | TPE Taipé Chinês Hsu Yu-Wen         |
| 800m (detalhes)                | IND Índia Namita Kabat           | VIE Vietnã Ca Thi Than          | MYA Mianmar Myint Swe Li            |
| 1500m (detalhes)               | CHN China Li Zhixuan             | PRK Coreia do Norte Ko Yong-Sim | IND Índia Pooja Varhade             |
| 100m com barreiras (detalhes)  | JPN Japão Mayu Ueda              | KOR Coreia do Sul Park Seui-Gi  | SIN Singapura Inez Leong            |
| 400m com barreiras (detalhes)  | CHN China Cheng Yafan            | VIE Vietnã Le Binh Dinh         | IND Índia Mekala Sushma             |
| Revezamento 4x200m (detalhes)  | THA Tailândia                    | JPN Japão                       | SRI Sri Lanka                       |
| Salto em distância (detalhes)  | THA Tailândia Pennapa Tantragool | QAT Catar Reyma Thomas          | SIN Singapura Melissa Wu            |
| Salto triplo (detalhes)        | PRK Coreia do Norte Kim Jong-Gum | CHN China Yang Xiuhong          | KAZ Cazaquistão Alexandra Solovyeva |
| Salto em altura (detalhes)     | TPE Taipé Chinês Wu Meng-Chia    | HKG Hong Kong Fung Wai Yee      | UZB Uzbequistão Svetlana Proshkina  |
| Salto com vara (detalhes)      | CHN China Xu Huiqin              | JPN Japão Remi Odajima          | PRK Coreia do Norte Jong Un-Sim     |
| Arremesso de peso (detalhes)   | IRI Irã Nazanin Golahmadi        | QAT Catar Fatima Omer           | Nenhuma                             |
| Arremesso de disco (detalhes)  | CHN China Gu Yu                  | THA Tailândia Subenrat Insaeng  | PRK Coreia do Norte Pak Kum-Hyang   |
| Lançamento de dardo (detalhes) | KOR Coreia do Sul Lee Seon-Hye   | PHI Filipinas Stephanie Cimato  | Nenhuma                             |